# Mlynky
Mlynky es un municipio situado en el distrito de Spišská Nová Ves, en la región de Košice, Eslovaquia. Tiene una población estimada, en agosto de 2023, de 495 habitantes.
Está ubicado al noroeste de la región, en la sierra del Alto Tatra y la cuenca hidrográfica del río Hernád, y cerca de la frontera con la región de Prešov.

## Demografía
| Año        | 1994 | 2004     | 2014    | 2024     |
| ---------- | ---- | -------- | ------- | -------- |
| Población  | 675  | 589      | 563     | 497      |
| Diferencia |      | −12,74 % | −4,41 % | −11,72 % |

| Año        | 2023 | 2024    |
| ---------- | ---- | ------- |
| Población  | 492  | 497     |
| Diferencia |      | +1,01 % |